# Eugénia Ravasio
A Madre Eugénia Ravasio (San Gervasio d’Adda, 4 de setembro de 1907 – Anzio, 10 de agosto de 1990) foi uma freira italiana, vidente e mística cristã, a única que recebeu revelações da parte de Deus Pai e as quais foram devidamente reconhecidas pela Igreja Católica.

## Biografia
De seu nome completo Eugenia Elisabetta Ravasio, nasceu em San Gervasio d’Adda (hoje chamada de Capriate San Gervasio), uma pequena cidade da província de Bérgamo, na Itália, numa família de camponeses.

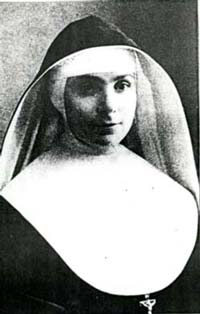
A Madre Eugénia Ravasio, freira da Congregação das Irmãs Missionárias de Nossa Senhora dos Apóstolos (1932)

Recebeu apenas a educação elementar. Depois de passados vários anos a trabalhar numa fábrica, aos 20 anos sentiu o apelo de entrar na Congregação das Irmãs Missionárias de Nossa Senhora dos Apóstolos. Foi nessa mesma congregação religiosa que Eugénia Ravasio desenvolveu a sua extraordinária personalidade carismática, tendo chegado a ser eleita Superiora Geral com apenas 28 anos de idade.
À parte das suas qualidades espirituais, todo o seu trabalho na área da responsabilidade social já lhe bastava para assegurar um lugar na História. Em doze anos de atividade missionária, foi responsável pela abertura de 70 centros – cada um deles com uma respetiva enfermaria, escola e igreja – nos mais remotos locais da África, da Ásia e da Europa.
Foi a responsável pela descoberta do primeiro medicamento para a cura da lepra, extraído a partir de uma planta tropical. Este mesmo medicamento foi posteriormente estudado e melhor desenvolvido pelo Instituto Pasteur, em Paris. Foi também quem encorajou o apostolado de Raoul Follereau, que, seguindo os passos da fundação de centros promovida pela Madre Eugénia, tornou-se no apóstolo dos leprosos.

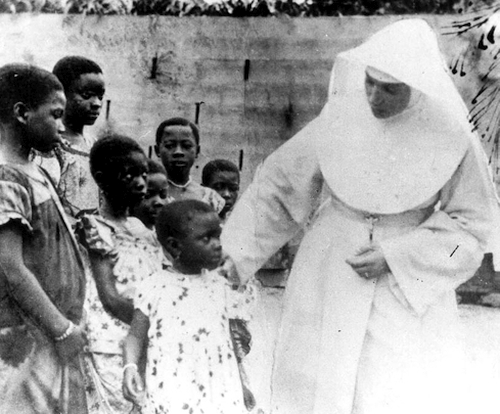
A Madre Eugénia Ravasio em missão em África (1939).

Durante o período 1939-41 ela mesma concebeu, definiu e executou o frutuoso projeto de uma "Cidade dos Leprosos" em Adzopé (Costa do Marfim). Esta mesma "cidade" era composta por uma área de 200 000 metros quadrados na qual se cuidava, de modo particular, todos os doentes com lepra.
Em gesto de reconhecimento por estes nobres projetos, a França conferiu-lhe a Coroa Cívica, a maior honra nacional dedicada ao trabalho social, em plena Congregação das Irmãs Missionárias de Nossa Senhora dos Apóstolos, na qual a Madre Eugénia foi Superiora Geral desde 1935 até 1947.
In

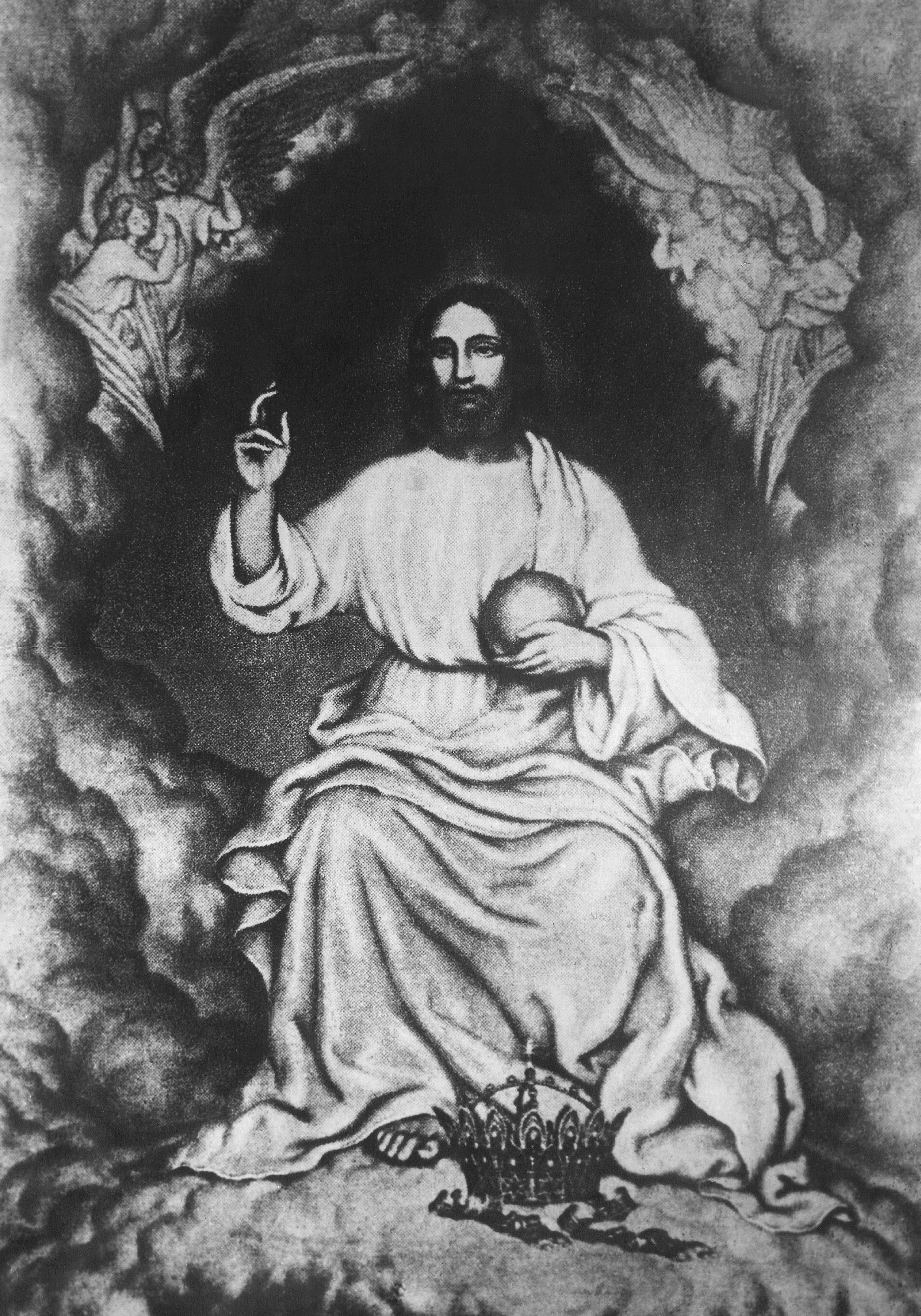
A imagem de Deus Pai conforme a visão recebida pela Madre Eugénia Ravasio (reprodução de 1936, autor desconhecido).

O seu legado mais importante deixado até nós foi a Mensagem de Deus Pai (O Pai fala aos Seus filhos), a única revelação privada feita pessoalmente por Deus Pai, e reconhecida como autêntica por um bispo da Igreja Católica depois de dez anos de uma rigorosa análise e investigação.